# Tremont, Illinois
Tremont är en ort i Tazewell County i delstaten Illinois, USA.